# Okenia aspersa
Okenia aspersa är en snäckart som först beskrevs av Joshua Alder och Hancock 1845.  Okenia aspersa ingår i släktet Okenia, och familjen Goniodorididae. Arten är reproducerande i Sverige.